# Sacabocados de revólver

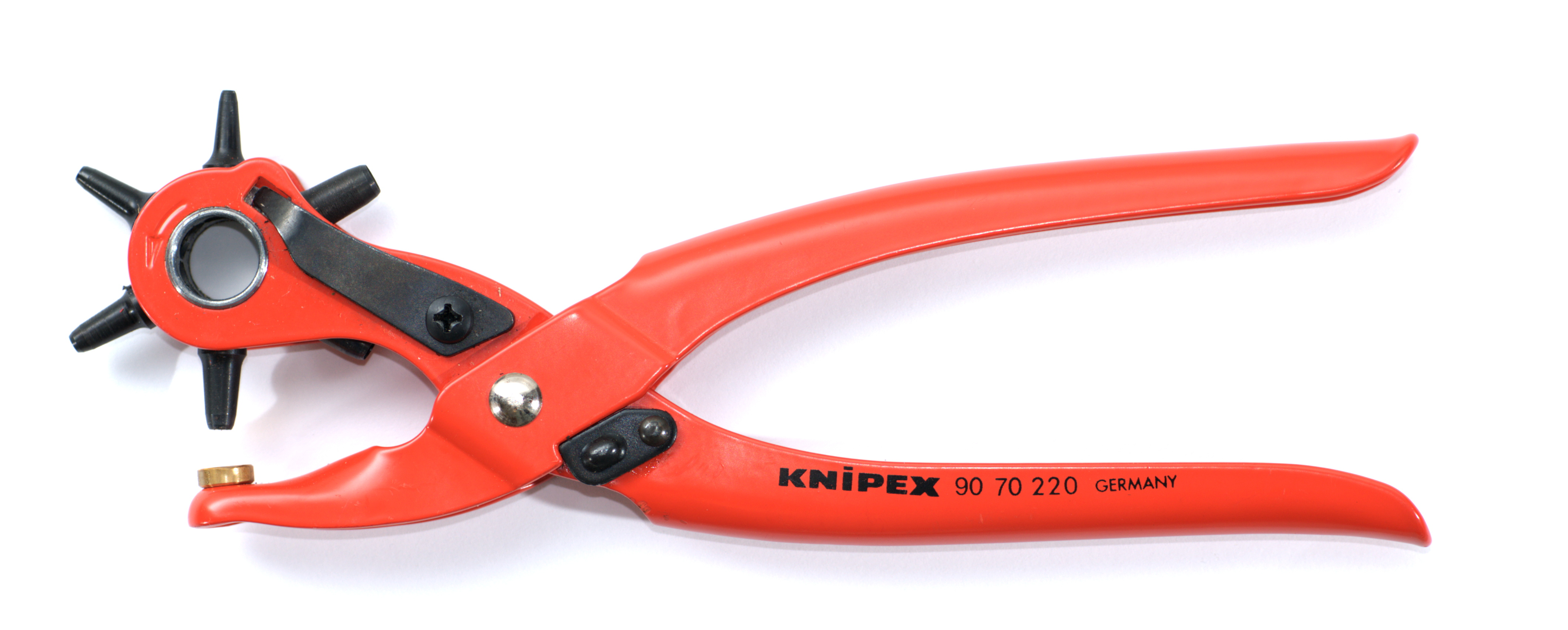
Pinza perforadora de cuero tipo revólver

Un sacabocados de revólver o pinza perforadora de cuero es una perforadora específica para hacer agujeros en cuero. La punta de trabajo de la pinza es un cilindro de acero hueco con un borde circular afilado en forma de cuchillo. La pieza de cuero se coloca sobre una superficie dura, que puede ser parte del juego de herramientas, y se fuerza el sacabocados a través de ella, cortando una pequeña pieza circular que se desecha. El sacabocados puede ser una herramienta simple de metal que se golpea con un martillo; o se pueden montar varios de estos socabocados en un revólver giratorio sobre una herramienta similar a unas pinzas con un yunque, seleccionándose el tamaño deseado al girar el revólver. Los diámetros de los agujeros suelen oscilar entre 1 mm y 6 mm. Se utilizan normalmente para hacer agujeros para hebillas, ojales y remaches en zapatos, cinturones, bridas, etc.